# Riedelia schlechteri
Riedelia schlechteri là một loài thực vật có hoa trong họ Gừng. Loài này được Theodoric Valeton miêu tả khoa học đầu tiên năm 1914.

## Phân bố
Loài này được tìm thấy ở cao độ khoảng 1.300 m trong rừng tại Dischore, tỉnh Morobe, Papua New Guinea. Mẫu vật điển hình: F.R.R. Schlechter 19715 do Rudolf Schlechter thu thập ngày 6 tháng 6 năm 1909.